# Беленский сельсовет
Беленский сельсовет — сельское поселение в Карасукском районе Новосибирской области Российской Федерации.
Административный центр — село Белое.

## История
Статус и границы сельского поселения установлены Законом Новосибирской области от 2 июня 2004 года № 200-ОЗ «О статусе и границах муниципальных образований Новосибирской области»

## Население
| 2002 | 2010 | 2012 | 2013 | 2014 | 2015 | 2016 |
| ---- | ---- | ---- | ---- | ---- | ---- | ---- |
| 1073 | ↘850 | ↘839 | ↘817 | ↘800 | ↘782 | ↘768 |
| 2017 | 2018 | 2019 | 2020 | 2021 |      |      |
| ↘758 | ↘744 | ↘727 | ↘722 | ↘713 |      |      |

## Состав сельского поселения
| № | Населённый пункт | Тип населённого пункта       | Население |
| - | ---------------- | ---------------------------- | --------- |
| 1 | Белое            | село, административный центр | ↘713      |